# Стибієва промисловість
Стибієва промисловість — підгалузь кольорової металургії, яка виробляє стибій і його сполуки.

## Загальна характеристика
Збагачення стибієвих руд провадиться переважно флотацією із застосуванням ПАР і частково гравітаційними методами. Вилучення стибію від 70-75 до 89-91 % з отриманням концентратів, що містять від 30-32 до 36-55 % стибію. Стибій нижчих марок одержують осаджувально-відновлювальною електроплавкою в руднотермічних печах, а вищих марок — гідрометалургійним способом. Стибій високої чистоти отримують анодним рафінуванням стибію вищих марок в калій-лужному електроліті при т-рі 80-90 оС.
У 1995—2000 рр. видобуток і виробництво стибію здійснювалося у 17 країнах. С.п. розвинена в Китаї (розробляється найбільше в світі род. Сигуаньшань), Болівії і ПАР, а також в Таїланді, Мексиці, Малайзії, Туреччині, США, Марокко, Чехії, Канаді, Перу, Італії, Алжирі і Австралії. Порівняно невеликі запаси є в Австрії, Іспанії, М'янмі і інш. Бл. 90 % запасів укладено в родовищах власне стибієвих руд.
Найбільші компанії з видобутку стибієвих руд на межі ХХ-ХХІ ст. — «Empresa Minera Unificada S.А.» («Emusa»), «Consolidated Murchison Ltd.», «Compania Minera у Refonadora Mexicana S.А.» (Мексика).
Світове виробництво стибію у 2001—2003 рр. — 110-81 метричних тонн
Осн. експортери стибієвих руд і концентратів — Болівія, Таїланд, ПАР, Мексика, Марокко. Імпортують сировину перев. розвинені країни — США, Японія, Франція, Велика Британія, ФРН.
Понад 80 % виробництва стибієвої продукції зосереджено в розвинених постіндустріальних країнах (США, Японія, Велика Британія, Бельгія, Франція, Нідерланди), що практично не мають, за винятком США, власної сировинної бази. Бл. 90 % стибію вилучається з власне стибієвих, переважно антимонітових, руд. При цьому практично всі їх окиснені різновиди втрачаються (іноді до 30 % від загальних запасів) через відсутність методів вилучення при збагаченні оксидних мінералів. Приблизно 5 % металу надходить за рахунок переробки комплексних руд і 5 % припадає на частку стибіїстого свинцю, який отримують попутно при переробці свинцевих концентратів.
Стибієва
промисловість: світове виробництво1,2'
(метричних
тонн)
| Країни                | Роки    | Роки      | Роки      | Роки      | Роки   |
| Країни                | 1999    | 2000      | 2001      | 2002      | 2003   |
| Австралія             | 1679    | 1511      | 1380      | 1200 e    | 1300   |
| Болівія3              | 2790    | 1907      | 2264      | 2336 r    | 2300   |
| Канада4               | 357     | 433 r     | 234       | 143       | 143    |
| Китайe                | 89 600  | 110 000   | 140 000 r | 100 000 r | 70 000 |
| Киргизстанe           | 100     | 150       | 150       | 150       | 40     |
| Мексика5              | 273     | 52        | 81        | 155       | 160    |
| Марокко e, 4          | 250     | -         | -         | -         | -      |
| Перу (рафінований)    | 255     | 461       | 274       | 356 r     | 356    |
| Росія e (промисловий) | 4000    | 4500      | 4500      | -         | -      |
| ПАР5                  | 5278    | 4104      | 4927 r    | 5746 r    | 5310   |
| Таджикистан e         | 1800    | 2000      | 2500      | 3000      | 1800   |
| Таїланд               | 59      | 84        | 40 r      | 10 r      | 40     |
| Туреччинаe            | 180     | 360       | 370       | 370       | 350    |
| Весь світ             | 107 000 | 126 000 r | 157 000 r | 113 000 r | 81 600 |

eоцінка;
r– розрахункові дані;
1– узагальнені на кінець травня 2004 р.;
2–по видобутій руді;
3–по руді і концентрату;
4–по концентрату;
5–включно зі стибієм, який видобувають в інших країнах і виплавляють у Мексиці